# Paectes murina
Paectes murina är en fjärilsart som beskrevs av Druce sensu Druce 1889. Paectes murina ingår i släktet Paectes och familjen nattflyn. Inga underarter finns listade i Catalogue of Life.